# 금강산 마하연명 주장자
금강산 마하연명 주장자(金剛山 摩訶衍銘 拄杖子)는 충청북도 단양군, 방곡사에 있는 조선시대의 주장자이다. 2012년 7월 6일 충청북도의 유형문화재 제329호로 지정되었다.

## 개요
주장자의 전체 길이는 103.5cm이며 목재의 전체에 옻칠을 하여 부식을 방지 하였으며, 상하단에는 마모방지를 위하여 철갑으로 마무리를 하였으며, 상단을 두른 철갑의 중앙에 별도의 화형철판을 부착하고 그 중앙에는 예서체로 '노가지향목(老加枝香木)'이라는 2행 5자가 음각되어 있다.
향목상단의 11cm 아래지점에 크게 ‘불(佛)’자를 음각하여 외주를 만들고 그 내부에는 횡으로 '금강산 마하연(金剛山 摩訶衍)'이라는 2행 6자를 음각하였으며, 상단에서 27.5cm 지점에 소형의 금동연판장식 2매를 부착하고 세장한 쇠못으로 나무를 관통한 후 두 개의 고리가 장식되었다.

## 참고 자료
- 금강산 마하연명 주장자 - 국가유산청 국가유산포털